# Crimson Hero
Crimson Hero (яп. 紅色HERO бэнииро хи:ро:) — спортивная манга японского автора Мицубы Таканаси. Публиковалась по главам в журнале для девочек Bessatsu Margaret (издательство Shueisha). Манга не закончена: финальная сюжетная арка началась в мае 2008 года.

## Сюжет
Пятнадцатилетняя Нобара Сумиёси (яп. 住吉 のばら Sumiyoshi Nobara) обожает волейбол, но не находит одобрения со стороны матери. Мать видит Нобару хозяйкой традиционного японского ресторана («рётэй»), которым владеет семья Сумиёси. Расстроенная постоянным давлением матери и частым сравнением себя с сестрой, женственной и послушной Сокой (яп. 住吉 爽香 Sumiyoshi Sōka), Нобара решает уехать из дома. Попытавшись сначала обратиться за помощью к тёте, героиня, в конце концов, находит жильё с четырьмя школьниками-волейболистами местной школьной команды. Женская же команда была распущена под давлением матери Нобары и в связи с отсутствием интереса в этом виде спорта со стороны девочек.
Главная героиня возрождает женскую команду. Менеджером становится бывший капитан Юи Судзухиро (яп. 鈴城 結 Suzushiro Yui), а новым капитаном — Томоё Осака (яп. 市葉 友典 Osaka Tomoyo), ранее известная как один из наиболее талантливых молодых игроков. Нобара с большим трудом уговаривает Томоё, после травмы решившую бросить волейбол, стать последним членом новой команды.